# Ломацький Михайло
Ломацький Михайло (22.11.1886 – 24.10.1968) — український письменник, публіцист, культурно-громадський діяч, етнограф, фольклорист, педагог. 

## З біографії
Народ. 22 листопада 1886 р. у с. Суходіл тепер Гусятинського району. Навчався у Тернопільській, закінчив Заліщицьку вчительську семінарію (1906). Учителював у селах Снятинського, потім Косівського повітів. Переслідувався польською владою, тому змушений був міняти місце роботи. За 30 р. педагогічної роботи працював у 17 селах на Гуцульщині.
Засуджений за участь в Гуцульському повстанні 1920 р. У 1939 р. знову був ув'язнений. 
Наприкінці Другої світової війни емігрував до Австрії (м. Відень), потім до Західної Німеччини. У  таборах переселенців  виголосив  бл. 1700 доповідей, майже 170 із них видав , вишколював молодь, сприяв організації СУМ. Був активним
членом товариства «Гуцульщина». 
Автор книг:
"На чисті води" (1955),
"Верховино, світку ти наш" (1956. ч. 1; 1960, ч. 2),
"Нариси з Гуцульщини" (1956),
"В країні чарів і краси",
"Українське вчительство на Гуцульщині" (обидві 1959),
"Гомін гуцульської давнини" (1961),
"У  горах Карпатах" (1962).
"Бескидом  зеленим в три ряди садженим" (1962).
"Опришківське гніздо" (1964).
"Заворожений світ" (1965).
"По той бік Чорногори" (1966).
"Поділля. Спомини з молодих літ" (1968),
статтей, есе з історії, егнографії, фольклору та українознавства.
Сценічні твори:
"У зеленому Бескиді" та "В Чорногорі (містерія святоіванської ночі)"
Автор спогадів про с. Суходіл  у кн. "Чортківська Округа" (1974).
Заповів 10 тис. нім. марок (2,5 тис. дол. США)  УВАН у США  на видання збірки укр. нар. пісень за ред. 3. Лиська (з умовою, що цей дар за життя має залишитись анонімним).   Б. Мельничук.
Помер 24 жовтня 1968 р. у м. Шварцвальді (Німеччина), похований на українському цвинтарі в Мюнхені.
У селищі Верховина біля  історико-краєзнавчого музею Гуцульщини   відкрито пам’ятник українському письменнику, публіцисту, культурно-громадському діячеві Михайлу Ломацькому.
Ломацький Михайло – автор 13 книг про Гуцульщину, етнограф, етнолог, письменник, 10 років вчителював на Гуцульщині й записував фольклор та легенди. 
Пам’ятник освятили  о. Роман Болехівський та  о. Юрій Стефлюк. 
Відкрив пам’ятник онук Михайла Ломацького, який профінансував виготовлення пам’ятника.
На відкритті пам’ятника Михайлу Ломацькому виступили: Василь Нагірняк,  Михайло Нечай, Кміт Ярослав Михайлович, скульптор пам’ятника, лауреат Державної премії України імені Тараса Шевченка Ярослав Мотика.
Онук Михайла Ломацького,Андріан Алиськевич член правління міжнародного центру впровадження програм ЮНЕСКО, почесний доктор університету «Львівський Ставропігіон», почесний доктор Організації Об’єднаних Націй з питань науки, культури та захисту людини Міжнародного Центру впровадження програм ЮНЕСКО.Андріану Алиськевичу за вшанування Михайла Ломацького вручено пам’ятну академічну відзнаку  засновану Ставропігійським університетом у Львові під патронатом програм ЮНЕСКО.

## Творчість
Автор книг з історії гуцульського краю: «На чисті води» (Мюнхен, 1955), «Верховино, світку ти наш» (Мюнхен, ч. 1 — 1956; ч. 2 — 1960); збірки нарисів «Країна чарів і краси» (1959), спогадів.
Окремі видання:
- Ломацький М. Бескидом зеленим, у три рядки садженим. — Лондон: Ковалюк, 1962. — 287 с.
- Ломацький М. Верховино, світку ти наш… . — Мюнхен, 1960. — 288 с.
- Ломацький М. Гомін гуцульської давнини. — Мюнхен, 1961.
- Ломацький М. Гуцульський світ. — Косів: Писаний камінь, 2005. — 328 с.
- Ломацький М. Заворожений світ. Ч. 1. По цей бік Чорногори. — Мюнхен — Нью-Йорк, 1965. — 229 с.
- Ломацький М. Країна чарів і краси. Нариси. — Париж, 1959. — 320 с.
- Ломацький М. Опришківське гніздо. — Мюнхен: Логос, 1964. — 168 с.
- Ломацький М. У горах Карпатах. — Мюнхен, 1962. — 207 с.
- Алиськевич А. Родинна Сага - Алиськевичі.Ломацькі - Львів, 2019.

## Додатково

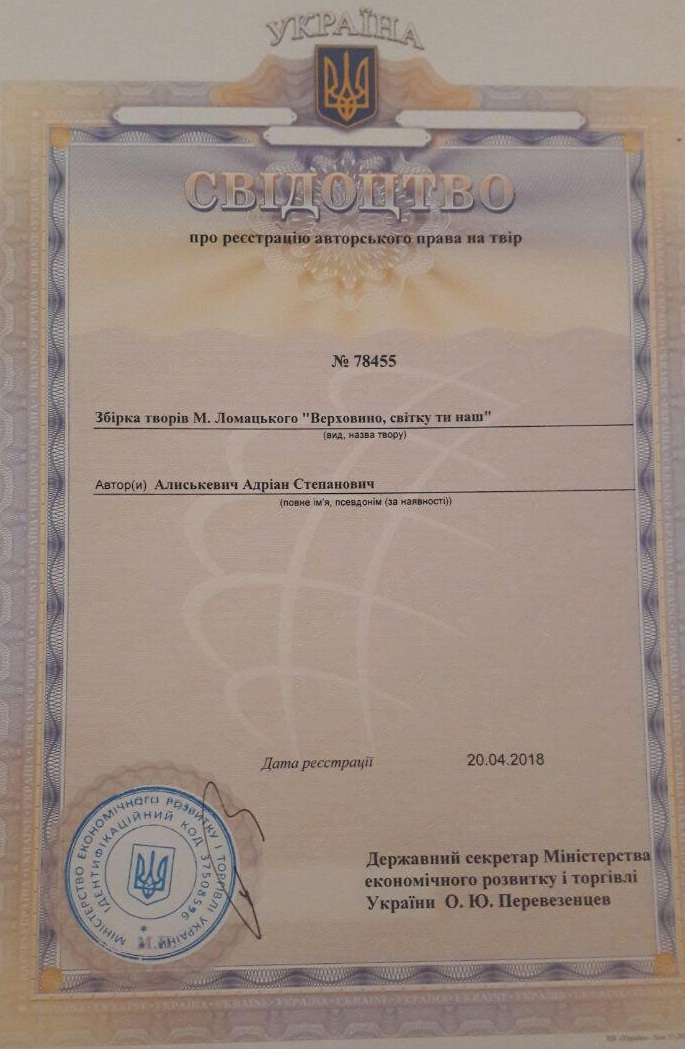
Свідоцтво про реєстрацію авторського права №78455

Презентація творів М. Ломацького 17.12.2017 Львівська  обласна універсальна бібліотека http://lounb.org.ua/index.php/2010-12-13-13-53-17/22-measures/792-2017-12-18-09-57-58 [Архівовано 25 січня 2018 у Wayback Machine.]
https://www.youtube.com/watch?v=sfwvqNWKf08&t=2s
Свідоцтва про реєстрацію авторських прав на твори М. Ломацького внуком Адріаном Алиськевичем

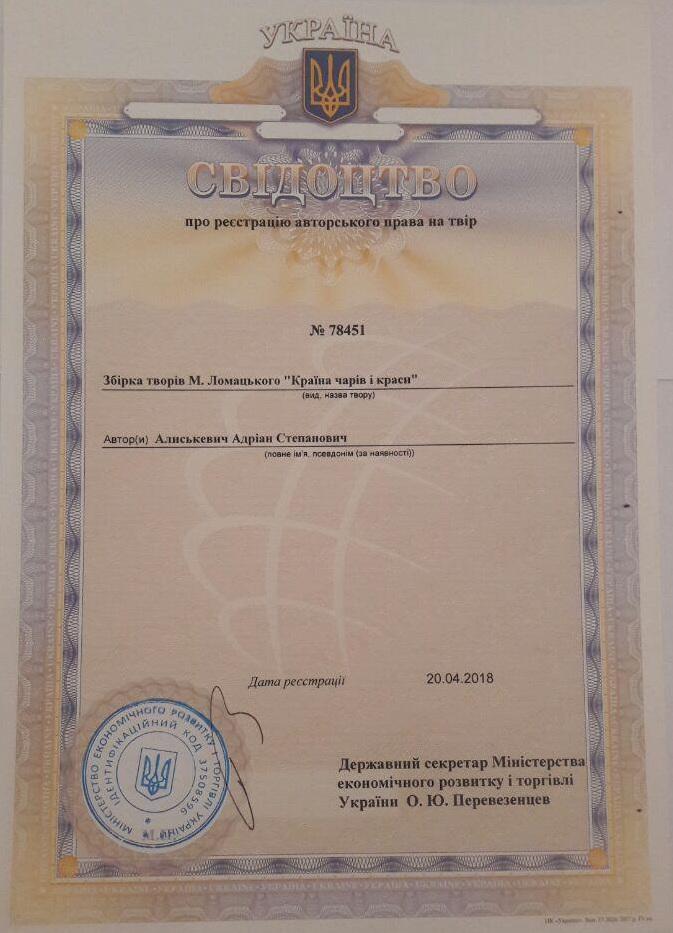
Свідоцтво про реєстрацію авторського права №78451

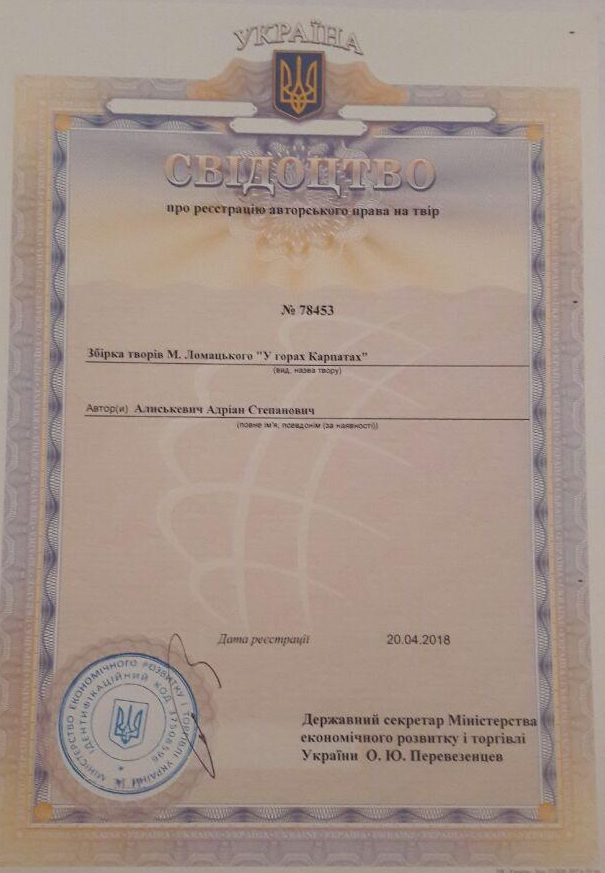
Свідоцтво про реєстрацію авторського права №78453

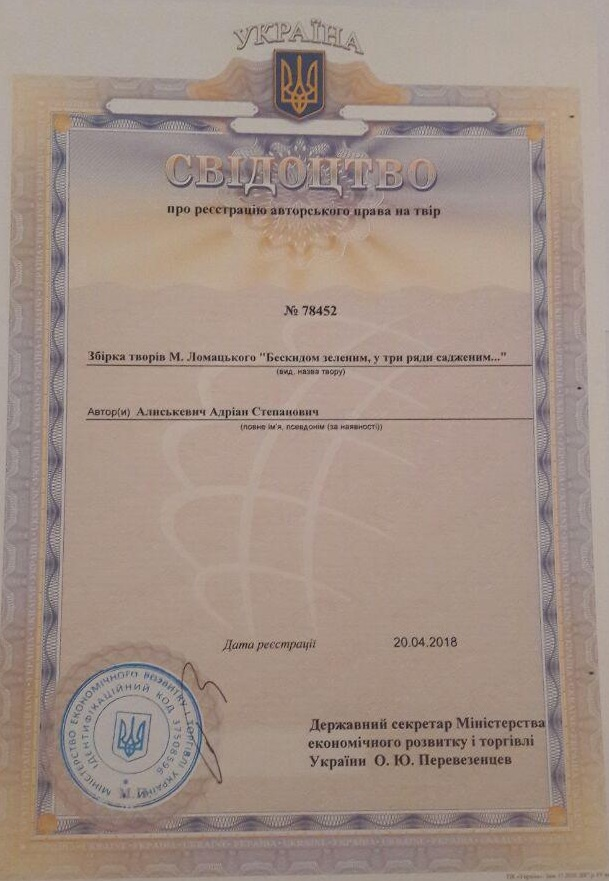
Свідоцтво про реєстрацію авторського права №78452

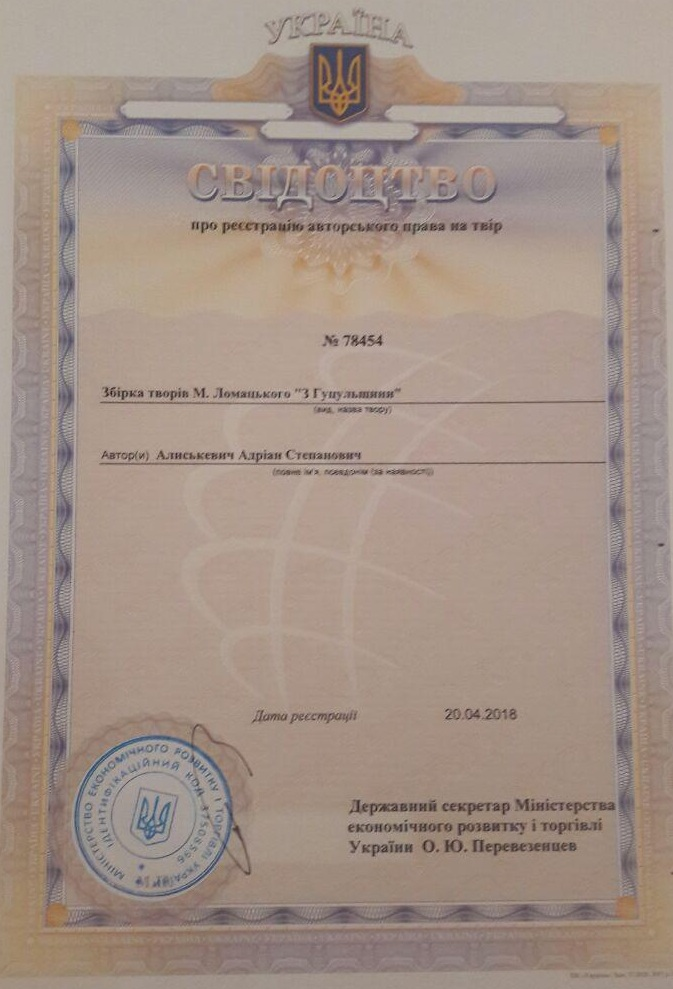
Свідоцтво про реєстрацію авторського права №78454
Свідоцтво про реєстрацію авторського права №78455

До 135 річчя від дня народження Михайла Ломацького (Адріан Алиськевич [Архівовано 22 лютого 2022 у Wayback Machine.])
Частина 1 [Архівовано 22 лютого 2022 у Wayback Machine.]
Частина 2 [Архівовано 22 лютого 2022 у Wayback Machine.]